# Anders Norrsell
Anders Alariksson Norrsell, född 7 december 1902 i Stockholm, död 31 juli 1959, var en svensk psykiater.
Norrsell blev medicine licentiat vid Karolinska institutet i Stockholm 1928, innehade olika förordnanden och tjänster vid sinnessjukhusen i Kristinehamn, Strängnäs och Vadstena samt kortare förordnanden på lasarett. Han var överläkare vid avdelning M på Umedalens sjukhus 1942–55 samt överläkare vid och chef för Birgittas sjukhus i Vadstena från 1955.